# Steinbruchbach (Rötschbach)
Der Steinbruchbach ist ein gut 0,6 Kilometer langer Waldbach im Gebiet der Marktgemeinde Semriach im Bezirk Graz-Umgebung in der Steiermark. Er entspringt im östlichen Grazer Bergland und mündet von rechts kommend in den Rötschbach.

## Verlauf
Der Steinbruchbach entsteht in einem Waldgebiet am Südosthang des Semriacher Hausbergs westlich der Streusiedlung Augraben auf etwa 703 m ü. A. Rund 260 Meter nordwestlich der Quelle befindet sich der Gipfel des Hausberges mit der Ruine der Burg Luegg.
Der Bach fließt anfangs relativ gerade nach Südosten, ehe er nach circa 130 Metern auf einen Südsüdostkurs schwenkt. Auf diesen Kurs bleibt er für ungefähr 190 Meter, ehe er einen Steinbruch erreicht. Im Nordosten des Steinbruchs schwenkt der Steinbruchbach mit seinen Lauf wieder nach Südosten und fließt dabei am Steinbruch vorbei. Auf diesen Kurs bleibt der Bach auch bis zu seiner Mündung. Rund 100 Meter nach der Kursänderung unterquert der Bach die Landesstraße L318, die Semriacherstraße. Etwa 50 Meter vor seiner Mündung verlässt der Steinbruchbach den Wald und unterquert. Wenige Meter vor der Mündung unterquert der Bach die Kesselfallstraße. Der Steinbruchbach fließt durch einen Graben, der sowohl im Westen als auch im Osten von Ausläufern des Semriacher Hausberges gebildet wird.
Nach gut 0,6 Kilometer langem Lauf mündet der Bach mit einem mittleren Sohlgefälle von rund 31 % etwa 188 Höhenmeter im südlichen Teil der Streusiedlung Augraben, etwa 170 Meter südöstlich der Landesstraße L318 und wenige Meter östlich der Kesselfallstraße in den Rötschbach.
Auf seinem Lauf nimmt der Steinbruchbach keine anderen Wasserläufe auf.